# Magdalena Adamowicz
Magdalena Adamowicz, nata Abramska (Słupsk, 10 aprile 1973), è una politica polacca, europarlamentare del PPE nella IX legislatura. È la vedova di Paweł Adamowicz.